# كازو هونما
كازو هونما (باليابانية: 本間和夫) مواليد 17 مارس 1980 في اليابان، هو لاعب كرة قدم ياباني. يلعب كمهاجم.

## المسيرة الاحترافية

### أندية لعب لها
- نادي فيرينكفاروسي
- نادي فيرينكفاروسي

## وصلات خارجية
- كازو هونما على موقع قاعدة بيانات كرة القدم.إي يو (الإنجليزية)
- كازو هونما على موقع Soccerway.com (الإنجليزية)

- الموقع الرسمي